# Battlefield Band (album)
Battlefield Band è il secondo album della Battlefield Band, pubblicato dalla Topic Records nel 1977.

## Tracce
Lato A
1. Silver Spear/The Humours of Tulla – 2:30 (Tradizionale)
2. The Shipyard Apprentice – 3:49 (Fisher, Buchan, Campbell)
3. Crossing the Minch/Minnie Hynd/The Glasgow Gaelic Club – 3:50 (Tradizionale/McLean/Tradizionale)
4. The Brisk Young Lad – 3:39 (Tradizionale)
5. Birnie Bouzle – 2:40 (Tradizionale)
6. Compliments of the Band – 6:08 (Lowe, Tradizionale, Skinner)

Lato B
1. Bonnie Jean/Paddy Fahey's Reel/Joseph's Fancy/The Hag's Reel – 4:40 (Tradizionale)
2. It Was All for Our Rightful King – 3:58 (Tradizionale)
3. The Inverness Gathering/Marquis of Huntly's Strathspey/John MacNeil's Reel – 4:10 (Tradizionale/William Marshall/Tradizionale)
4. Miss Margaret Brown's Favourite/Desert of Tulloch – 2:29 (Nathaniel Gow/Donald Grant)
5. The Cruel Brother – 5:20 (Tradizionale)

## Musicisti
Silver Spear/Humours of Tulla
- Brian McNeil – cittern
- Jamie McMenemy – cittern
- Alan Reid – organo
- John Cahagan – fischietto (whistle)

The Shipyard Apprentice
- Jamie McMenemy – voce
- Alan Reid – organo
- John Cahagan – concertina
- Brian McNeil – viola

Crossing the Minch/Minnie Hynd/The Glasgow Gaelic Club
- Jamie McMenemy – cittern
- Alan Reid – organo
- Brian McNeil – mandolino, fiddle
- John Cahagan – fischietto (whistle)

The Brisk Young Lad
- Jamie McMenemy – voce, cittern
- Brian McNeil – voce, concertina
- Alan Reid – voce, chitarra
- John Cahagan – fischietto (whistle)

Birnie Bouzle
- Alan Reid – voce, chitarra
- Brian McNeil – mandolino
- John Cahagan – concertina
- Jamie McMenemy – voce, cittern

Compliments of the Band
- Brian McNeil – cittern, fiddle
- Jamie McMenemy – chitarra portoghese, cittern
- John Cahagan – fischietti (whistles)
- Alan Reid – organo

Bonnie Jean/Paddy Fahey's Reel/Joseph's Fancy/The Hag's Reel
- Jamie McMenemy – cittern
- Alan Reid – organo
- Brian McNeil – fiddle
- John Cahagan – fischietto (whistle)

It Was All for Our Rightful King
- Alan Reid – voce, organo
- John Cahagan – fischietto (whistle)
- Brian McNeil – fiddle
- Jamie McMenemy – voce, cittern

The Inverness Gathering/Marquis of Huntly's Strathspey/John MacNeil's Reel
- John Cahagan – fischietto (whistle)
- Brian McNeil – fiddle
- Jamie McMenemy – cittern
- Alan Reid – organo

Miss Margaret Brown's Favourite/Desert of Tulloch
- Jamie McMenemy – cittern
- Brian McNeil – mandolino
- John Cahagan – fischietto (whistle)
- Alan Reid – chitarra

The Cruel Brother
- Jamie McMenemy – voce, chitarra portoghese
- Alan Reid – voce, organo
- Brian McNeil – voce, cittern
- John Cahagan – whistle

Note aggiuntive
- Robin Morton – produttore
- Registrato nel settembre 1976 al Castle Sound Studios di Edimburgo (Scozia)
- Calum Malcolm – ingegnere delle registrazioni
- Tony Engle – design album
- The Battlefield Band – note di retrocopertina album[1]